# Pułtusk
Pułtusk là một thị trấn thuộc huyện Pułtuski, tỉnh Mazowieckie ở trung-đông Ba Lan. Thị trấn có diện tích 23 km². Đến ngày 1 tháng 1 năm 2011, dân số của thị trấn là 19078 người và mật độ 830 người/km².